# Shope Papillomvirus

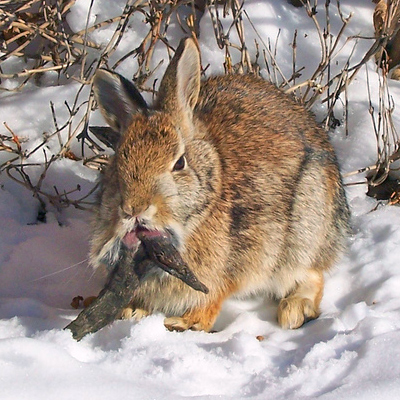
Kaninchen mit Shope-Papillomavirus-Infektion

Das Shope Papillomvirus (englisch Shope papilloma virus, SPV), auch bekannt als Baumwollschwanz-Kaninchen-Papillomavirus (engl. Cottontail rabbit papillomavirus, CRPV) oder Sylvilagus floridanus papillomavirus 1 (SfPV1), ist ein Virus der Familie Papillomaviridae (Spezies Kappapapillomavirus 2, veraltet Papillomavirus sylvilagi), das bestimmte Leporiden infiziert und Keratinkarzinome verursacht, die Hörnern ähneln, typischerweise am oder in der Nähe des Kopfes des Tieres. Die Karzinome können metastasieren oder groß genug werden, um die Essfähigkeit des Wirts zu beeinträchtigen und Hunger zu verursachen. Richard E. Shope untersuchte die Hörner und entdeckte 1933 das Virus, ein wichtiger Durchbruch bei der Untersuchung von Onkoviren. Das Virus wurde ursprünglich bei Baumwollschwanzkaninchen im Mittleren Westen der USA entdeckt, kann aber auch Borstenkaninchen, Eselhasen, Schneeschuhhasen und europäische Kaninchen infizieren.

## Geschichte
In den 1930er Jahren berichteten Jäger im Nordwesten von Iowa, dass die von ihnen geschossenen Kaninchen (Baumwollschwanzkaninchen der Spezies Sylvilagus floridanus) an vielen Stellen ihres Körpers, einschließlich Gesicht und Hals, mehrere „Horn“-Vorsprünge aufwiesen. Das Virus ist auch eine mögliche Quelle für Mythen über den Jackalope, ein Kaninchen mit den Hörnern einer Antilope, den Rasselbock und verwandte Kryptiden wie den Wolpertinger. Geschichten und Illustrationen von gehörnten Kaninchen erscheinen in langjährigen wissenschaftlichen Abhandlungen wie der Tableau encyclopédique et méthodique von 1789.

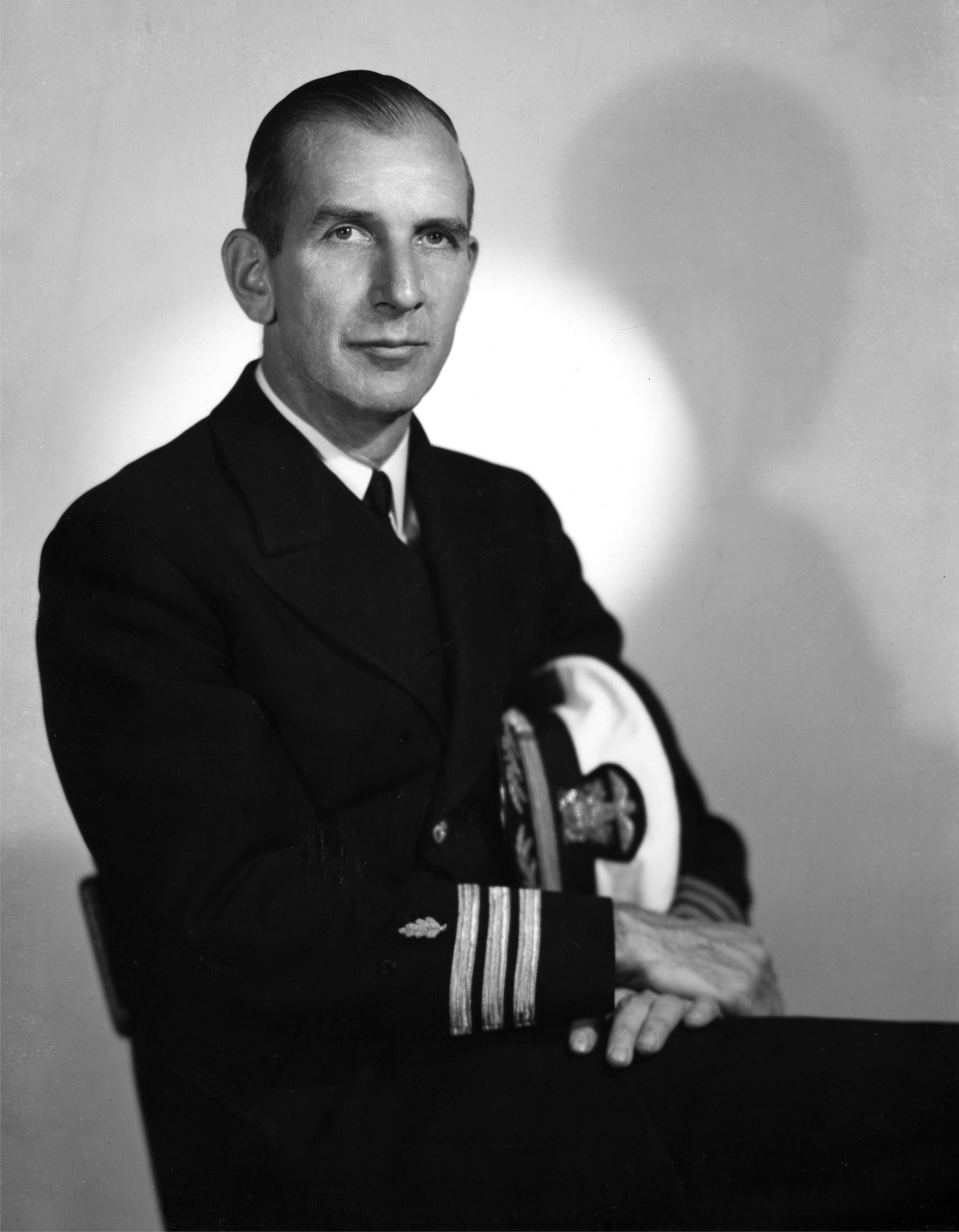
Richard Edwin Shope entdeckte das Shope-Papillomavirus

Die Iowa-Berichte veranlassten den Krebsforscher Richard E. Shope, dies zu untersuchen, und er entdeckte das Virus 1933. Er trennte das Virus von Hornwarzen an Baumwollschwanzkaninchen und machte eine der ersten Entdeckungen von Säugetiertumorviren. Shope stellte fest, dass es sich bei den Vorsprüngen um Keratinkarzinome aufgrund der Infektion mit CRPV handelte. Shopes Forschung führte zur Entwicklung des ersten Säugetiermodells eines durch ein Virus verursachten Krebses. Er war in der Lage, Viruspartikel aus Tumoren gefangener Tiere zu isolieren und diese zum Inokulieren von Hauskaninchen zu verwenden, die dann ähnliche Tumoren entwickelten. Dies hat zu unserem Verständnis grundlegender Mechanismen bei Neoplasien oder zur Bildung eines neuen, abnormalen Gewebewachstums beigetragen. Das Virus wurde 1984 sequenziert und zeigte wesentliche Sequenzähnlichkeiten zu HPV1a. Es wurde sowohl vor als auch nach dieser Entdeckung als Modell für humane Papillomviren verwendet. Das sichtbarste Beispiel für diese Rolle ist der HPV-Impfstoff, der auf der Grundlage von Untersuchungen unter Verwendung des Virus als Modell entwickelt wurde und diese einbezieht. In ähnlicher Weise wurde es verwendet, um antivirale Therapien zu untersuchen.

## Genom
Es fehlen spezifische Daten zum Fortpflanzungszyklus von Papillomviren. Die Forschung ist nicht schlüssig darüber, welche kodierenden Regionen vor oder nach der Replikation von viraler DNA exprimiert werden. Die E1-Region sollte die für cis und / oder trans erforderliche DNA tragen. E1 ist der größte offene Leserahmen (Satz von Codons im Genom handelt, die für Proteine kodieren) und kodiert ein 602-Basenprotein. E1 ähnelt der COOH-terminalen Domäne des Simian-Virus 40 und spielt eine Rolle bei der viralen DNA-Replikation, wobei Plasmide in einer Zelle erhalten bleiben. Die Ergebnisse haben gezeigt, dass sich CRPV und BPV1 an derselben Stelle des Genoms befinden, was darauf hinweist, dass Papillomviren wahrscheinlich ähnliche Methoden zur Replikation ihrer Genome außerhalb eines Chromosoms haben. Ein bemerkenswerter Unterschied zwischen den Genomen der vier Stämme besteht darin, dass das E6-Protein im CRPV fast doppelt so lang ist wie in allen anderen Papillomvirusstämmen. Das E6-Protein ist etwas homolog zu einer Familie von ATP-Synthasen, die in Mitochondrien von Rindern gefunden werden. Die Homologie ist signifikant genug, um eine evolutionäre Beziehung zwischen E6 und der Beta-Kette der ATP-Synthase-Familie zu implizieren. Sie haben jedoch nicht die gleiche Funktion oder Enzymaktivität. Das E2-Protein überlappt mit den offenen E4-Leserahmen in den anderen Papillomviren. Diese Unterschiede in den E2-Proteinen bestimmen wahrscheinlich, wie onkogen ein Virus ist. Die nichtcodierende Region weist eine Homologie mit BPV1 auf. Andere Homologien existieren, wie die Tatsache, dass alle Papillomviren wiederholte Sequenzen in den nichtkodierenden Teilen ihres Genoms aufweisen. CRPV hat einige bemerkenswerte Wiederholungen, einige so lange wie 32 Basenpaare. Viele Paare stromaufwärts der Transkriptionsstellen sind homolog zu Promotorsequenzen in SV40.

## Replikationszyklus und Transkription
Der Replikationszyklus des SPV beginnt mit Zellen, die sich in Epithelzellen der basalen und parabasalen Schichten aktiv vermehren. Die Differenzierung dieser Zellen ist notwendig, damit dieses Virus seinen Lebenszyklus vervollständigt. Die transformierenden Proteine E6 und E7 induzieren die S-Phase in den unteren Epithelschichten. Die viralen Replikationsproteine E1 und E2 sind auch erforderlich, um das Papillom zu bilden und die episomale virale Genomreplikation niedrig zu halten. Die Genomamplifikation wird eingeschränkt, bis die viralen Replikationsproteine zunehmen und mehrere virale Proteine coexprimiert werden. Die infizierten, differenzierenden Zellen wandern im späten Stadium des Viruszyklus zur Epitheloberfläche. In den oberen Epithelschichten wird die Promotoraktivität während der Virusproduktion verändert. E4-Proteine werden exprimiert und die virale DNA-Amplifikation beginnt in den differenzierten Zellen. Anschließend werden die viralen Kapsidproteine L1 und L2 exprimiert und die infektiösen Virionen beginnen sich zu sammeln.
Die Expression des SPV E4-Proteins korreliert mit dem Einsetzen der viralen DNA-Amplifikation. Unter Verwendung eines mutierten SPV-Genoms, das das virale E4-Protein nicht exprimieren kann, wurde gezeigt, dass E4 für das produktive Stadium des SPV-Lebenszyklus in Neuseeland-Weiß- und Baumwollschwanzkaninchen erforderlich ist.

## Lokalisation im Wirt
Eine Fluoreszenzantikörperstudie identifizierte die Positionen viraler Antigene in Wildkaninchenpapillomen. Sie waren nur im Kern von Keratohyalin- und keratinisierten Schichtzellen vorhanden und nicht tiefer in proliferierenden Epithelzellen. Bei domestizierten Kaninchen waren die viralen Antigene in viel geringerer Menge nur in oberflächlichen, keratinisierten Schichten vorhanden. Die Untersuchung ergab, dass das Virus nur in proliferierenden Zellkernen während der frühen Entwicklung vorhanden ist und eine unzureichende Menge an Proteinen und hauptsächlich Nukleinsäuren enthält. Die Proteine können immunologisch spezifisch sein, um ihre Übertragbarkeit zu erhalten, was sie zu einem maskierten Virus macht.

## Verwandte Viren
Die meisten homologen Papillomviren sind tatsächlich CRPV und HPV1a. Dies liegt möglicherweise daran, dass beide Viren auf die Haut abzielen. Aus evolutionärer Sicht könnten CRPV und HPV1a kürzlich auseinandergegangen sein oder aufgrund ihres ähnlichen Ziels konvergiert haben. CRPV ist ein Mitglied der Familie der Papillomviren (Papillomaviridae), daher ist es mit allen Viren in dieser Familie verwandt.

## Subtypen
Die Taxonomie des National Center for Biotechnology Information (NCBI) listet explizit die beiden folgenden Varianten:
- Papillomavirus sylvilagi (STRAIN KANSAS)
- Papillomavirus sylvilagi (STRAIN WASHINGTON B)

## Tropismus
Eine Infektion der Haarfollikelzellen eines Kaninchens tritt häufig an Stellen wie Ohren, Nase, Augenlidern und Anus auf. Die Infektion erscheint zuerst als roter und geschwollener Bereich auf der Haut, gefolgt von der Entwicklung von kreisförmigen Papillomwarzen und keratinisierten Hornwarzen. Obwohl die Übertragung zwischen Kaninchen hoch ist, enthalten die Tumoren selbst kein infektiöses Virus. 25 % der Papillom-Infektionen werden bösartig und bilden ein Plattenepithelkarzinom. Metastasen können sich in Lunge und Lymphknoten bilden und sich, wenn sie weiter voranschreiten, in Nieren und Leber entwickeln.
Das Kaninchen-Papillom zeigt Tropismus für das Hautepithel. Warzen bestehen aus nahezu homogenen vertikalen Gewebesträngen. Ihre äußere Färbung ist typischerweise schwarz oder grau, und geschnittene Abschnitte sind normalerweise weiß oder rosa-weiß mit einem fleischartigen Zentrum. Dunkle Färbung ist auf reichlich vorhandenes Melaninpigment zurückzuführen. Die Warzen bestehen aus mehreren engen, verzweigten, fadenförmigen Epidermisprozessen, die durch schmale Gewebekerne verbunden sind. Diese Wachstumsstrukturen weisen darauf hin, dass das Wachstum gleichzeitig an mehreren verschiedenen Zentren stattfindet, wodurch sich das umgebende Gewebe durch den seitlichen Druck des Wachstums ausbaucht. Das normale Epithel geht abrupt in eine enge Zone schnell verdickender Epithelschichten über, die aus sich schnell vermehrenden Zellen bestehen.
Mit dem Virus erneut infizierte Kaninchen weisen eine gewisse oder vollständige Immunität auf und können das Virus auf andere Wildkaninchen und von Wild- auf Hauskaninchen übertragen. Ein Hausstamm kann es jedoch nicht auf ein anderes Hauskaninchen übertragen.
Immunologisch ist das Papillomatose-Virus nicht mit Fibromen oder Myxomen bei Kaninchen verwandt.